# جعابير (الحد)

تعديل مصدري - تعديل

جعابير هي إحدى قرى عزلة الحد بمديرية الحد التابعة لمحافظة لحج، بلغ تعداد سكانها 143 نسمة حسب تعداد اليمن لعام 2004.